# Листопадовка (Винницкая область)
Листопадовка (укр. Листопадівка) — село на Украине, находится в Казатинском районе Винницкой области.
Код КОАТУУ — 0521487806. Население по переписи 2001 года составляет 88 человек. Почтовый индекс — 22112. Телефонный код — 4342.
Занимает площадь 0,48 км².

## Адрес местного совета
22112, Винницкая область, Казатинский р-н, с.Юровка, ул.Октябрьская, 1